# I nostri cuori chimici
I nostri cuori chimici (Chemical Hearts) è un film del 2020 diretto da Richard Tanne e tratto dall'omonimo romanzo di Krystal Sutherland.
Interpretato da Lili Reinhart ed Austin Abrams, il film è stato distribuito sulla piattaforma di streaming Amazon Prime Video il 21 agosto 2020.

## Trama
Henry è un 17enne in cerca del grande amore. Ha evitato, infatti, cotte e flirt nella convinzione che esista per davvero quel sentimento che ti fa battere il cuore e ti fa sentire le farfalle nello stomaco. 
Arrivato all’ultimo anno di liceo, il suo unico scopo è dirigere il giornale scolastico e prepararsi al college. La vita, però, gli riserva una sorpresa, Grace Town, arrivata in città con una storia misteriosa alle spalle e una stampella che non l’abbandona mai. Grace diventa la collega di Henry nel giornale e finisce per instaurare con lui un rapporto che va ben oltre la semplice amicizia. Il primo amore, però, non è sempre tutto rose e fiori. Nel caso di Henry e Grace ha un sapore amaro, perché la ragazza custodisce un segreto relativo alla sua condizione che potrebbe mettere in difficoltà la relazione. Il suo ragazzo è morto nell'incidente automobilistico che le ha ferito una gamba, ma Henry è comunque intenzionato a restare con lei.
Grace accetta di uscire con lui in segreto. Dopo una festa di Halloween, Grace ed Henry tornano a casa di Henry per fare sesso. Lei, subito dopo, inizia a piangere per il suo ragazzo defunto, spezzando il cuore di Henry.
Pochi giorni dopo, Grace guida di nuovo per la prima volta dall'incidente, portando Henry in un ristorante all'interno di un parco nazionale. Henry la affronta, dicendo a Grace che non è pronta per andare avanti. L'accusa di essere innamorata ancora dell’ex, e che ogni volta che chiude gli occhi e lo bacia, si sta immaginando il suo vecchio ragazzo.
Nel frattempo, Henry inizia ad andare male a scuola. Un giorno, va a casa di Grace e scopre la verità: Grace vive a casa del suo defunto fidanzato con i suoi genitori e indossa i suoi vestiti non lavati per conservare il suo ricordo. Grace sorprende Henry a ficcare il naso in casa e lo fa andare via. Grace ammette di fingere di essere una ragazza nuova, solo per vedere la reazione di Henry, che è totalmente preso dal nuovo aspetto della ragazza.
Qualche giorno dopo, Grace scompare nell'anniversario della morte del fidanzato, mandando tutti nel panico. Henry la trova alla stazione dei treni abbandonata, dove indossa un abito bianco e piange. Alla fine, Grace si apre e racconta ad Henry dell’ex, che amava da quando si erano conosciuti da bambini. Suo zio un mese prima dell’incidente, l’aveva portata a vivere con la madre del fidanzato perché la sua era sempre ubriaca. Lei era in ospedale durante il funerale e non è riuscita a scrivere l'elogio funebre, perché era troppo doloroso. 
Secondo Grace, è stata colpa sua se Dom (il suo fidanzato), è morto, perché lei si era distratta mentre guidava. Più tardi, Grace si toglie il vestito, che doveva essere il suo abito da sposa e spiega che si sente meno in colpa per quello che ha fatto quando è triste. Ammette di aver baciato Henry solo perché le mancava Dom, e dice a Henry che non sa cosa sia il vero amore. 
Henry si sente dispiaciuto per se stesso, e Grace decide di lasciare la scuola per un po’.
La capacità di Grace di camminare migliora lentamente e ritorna a scuola dove Henry nota che la ragazza, sorride di più e ha ricominciato a indossare i suoi vestiti.
L’ultimo giorno di scuola si incontrano e parlano del loro futuro: Henry andrà all’università, mentre Grace si prende un anno sabbatico. Mentre si abbracciano, lei gli mette qualcosa in tasca. Henry scopre che è la poesia che Grace gli aveva letto quando si erano incontrati. Henry si rende conto che ama Grace come Grace ama Dom, e che non sarà mai ricambiato. Nonostante ciò entrambi hanno cambiato la vita dell’altro e saranno sempre parte di essa.

## Produzione
Nel giugno 2016, Awesomeness Films ha acquisito i diritti cinematografici de I nostri cuori chimici. Nel giugno 2019, è stato annunciato che Lili Reinhart ed Austin Abrams sarebbero stati i protagonisti del film diretto da Richard Tanne. Le riprese principali sono iniziate a giugno 2019 nel New Jersey.

## Distribuzione
È stato distribuito il 21 agosto 2020 su Prime Video.

## Accoglienza
Il sito Rotten Tomatoes ha valutato il film "Fresco", con il 60% di 90 critici che hanno fornito recensioni positive con una valutazione media di 5,80/10. Il consenso dei critici del sito recita: "Nel bene e nel male, I nostri cuori chimici cattura gli alti e bassi dell'amore melodrammatico adolescenziale." Metacritic ha assegnato al film un punteggio medio ponderato di 57 su 100, basato su 16 critici, indicando "recensioni miste o medie."
Sheila O'Malley di RogerEbert.com ha descritto il film come "subdolamente sovversivo" e "molto imprevedibile", scrivendo "c'è molto da dire su quello che Tanne ha realizzato in I nostri cuori chimici, per il suo approccio gentile e misurato. Ti senti davvero come se avessi passato qualcosa alla fine. Ha aggiunto che "Lili Reinhart è una rivelazione. Ha una tale gravità come attrice" e che, "Abrams è una presenza premurosa, e meglio quando è costretto ad affrontare il suo comportamento imprevedibile. Guarda le sue reazioni. Sta prestando così molta attenzione per lei, cercando di leggere il suo viso. Questi due giovani attori danno un senso a questo legame."
G. Allen Johnson del San Francisco Chronicle ha concluso la sua recensione affermando che "ciò che rende I nostri cuori chimici così buono è che non ha paura dei suoi sentimenti. Affronta complicati problemi emotivi come la depressione, il suicidio, il sesso e l'amore con una schietta onestà. Per una volta, un il film sui giovani è completamente privo di sarcasmo e ironia."
Scrivendo per Time, Stephanie Zacharek ha affermato che il film "cattura la gioia e l'agonia - e le cicatrici durature - del romanticismo adolescenziale."
David Ehrlich, ecensendolo per IndieWire, ha elogiato la direzione del film da parte di Tanne, scrivendo che ha impiegato "un'estetica più paziente e aperta di quanto ci si aspetterebbe di trovare in un adattamento di YA; girato su uno stock di 35 mm che può creare un'intera camera da letto vibrano di potenziale, alcune intere scene vengono catturate in una manciata di scatti statici medio-larghi che non hanno paura di portare questi personaggi alla deriva in un vasto mare dei propri sentimenti." Ha scritto che il film "ha un modo misterioso di catturare la infiammabilità di base dei sentimenti adolescenziali."